# Rhombognathus peltatus
Rhombognathus peltatus is een mijtensoort uit de familie van de Halacaridae. De wetenschappelijke naam van de soort is voor het eerst geldig gepubliceerd in 1939 door Viets.